# Alola Islet
Alola  Islet (engelska: Alola Islet) är en ö i Australien. Den ligger i territoriet Northern Territory, omkring 760 kilometer sydost om territoriets huvudstad Darwin. Arean är 0,11 kvadratkilometer.
Savannklimat råder i trakten. Genomsnittlig årsnederbörd är 1 720 millimeter. Den regnigaste månaden är januari, med i genomsnitt 554 mm nederbörd, och den torraste är augusti, med 1 mm nederbörd.